# Kunstverzameling

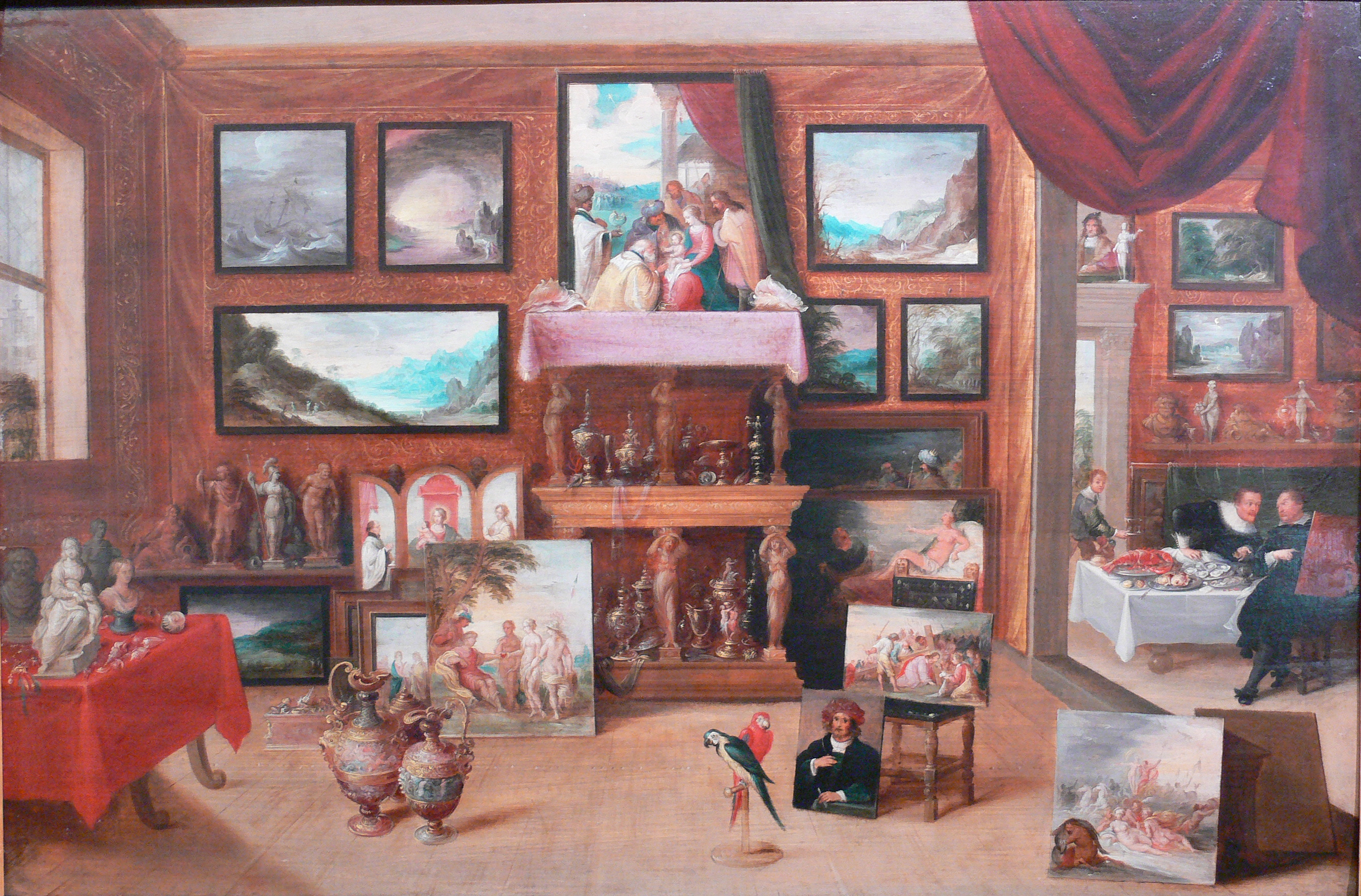
Een kunstkamer of Wunderkammer is een oude manier om een kunst- en curiositeitenverzameling te presenteren

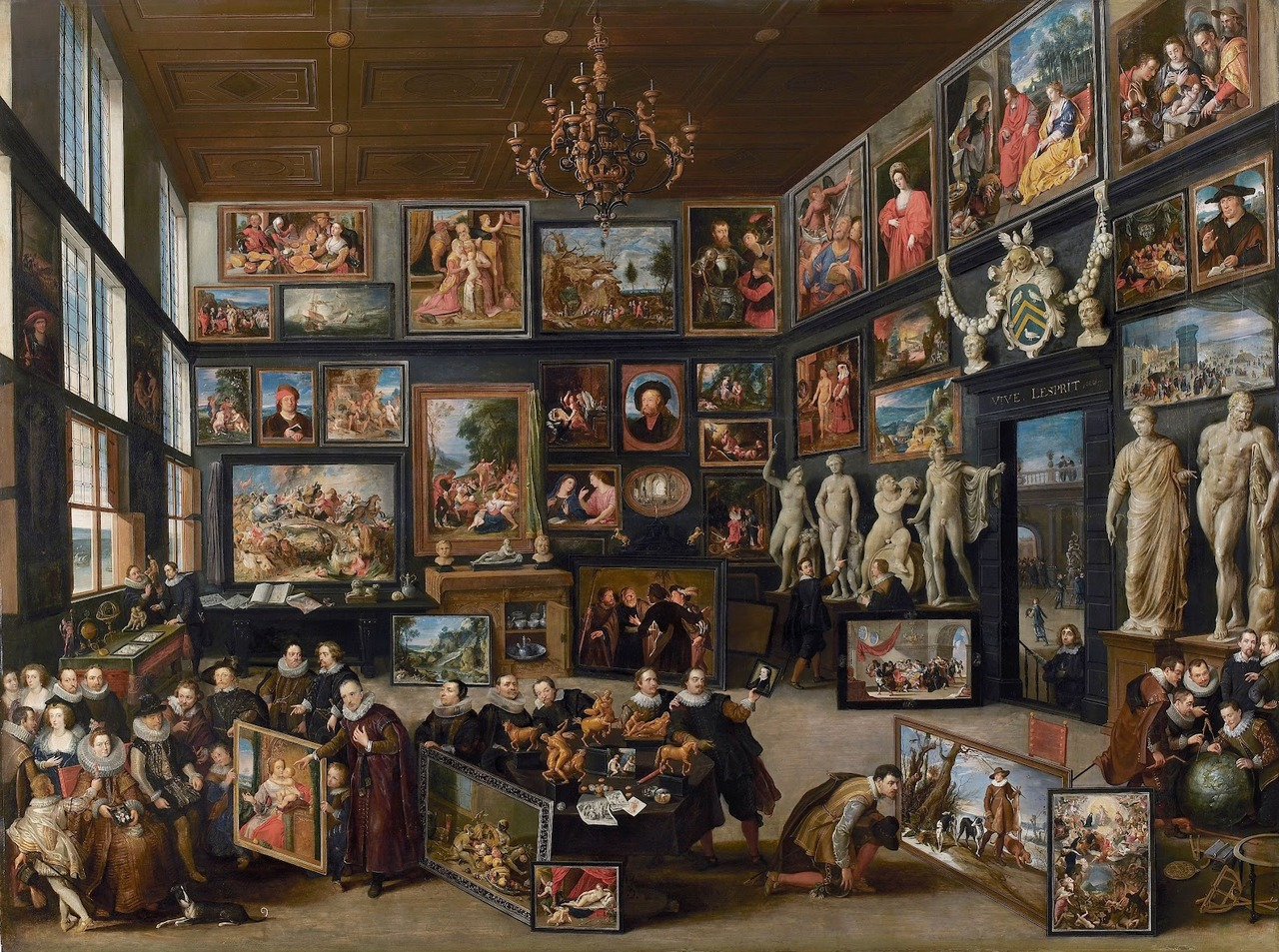
De schilderijengalerij van Cornelis van der Geest, door Willem van Haecht (1628)

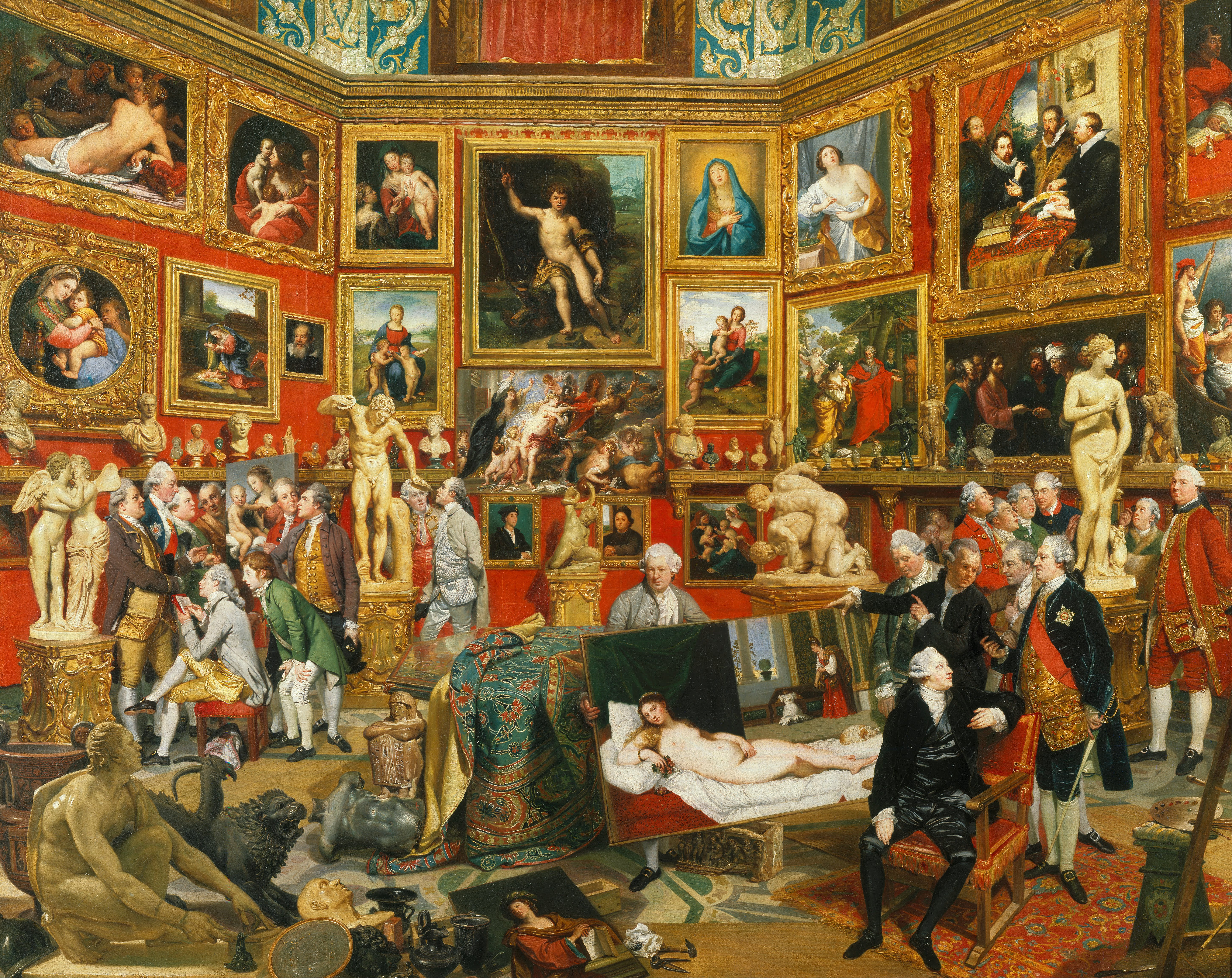
De Tribune van het Uffizi in Florence, Johann Zoffany, 1772–1778, Windsor Castle

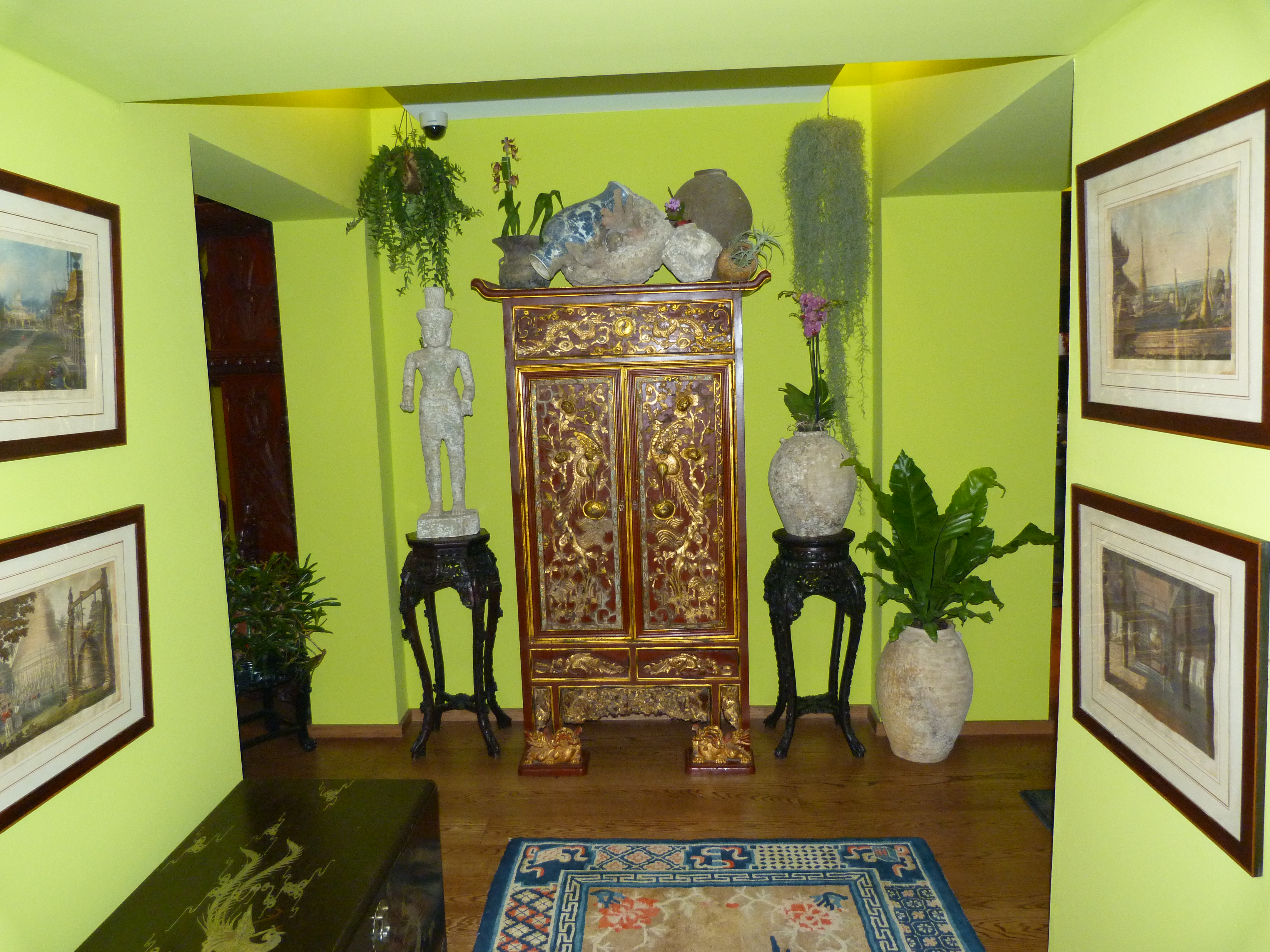
Buda Múzeum, Budapest

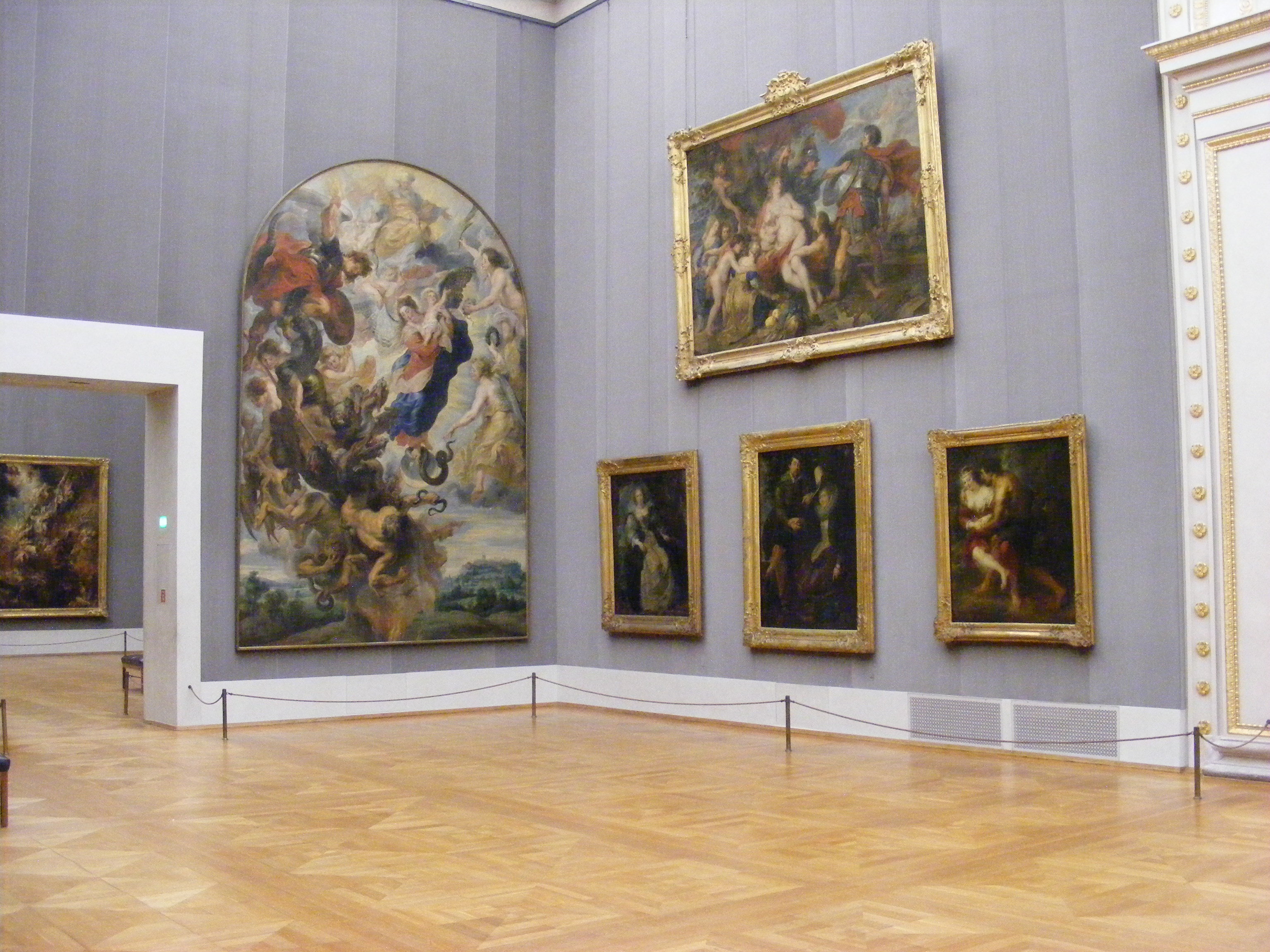
Alte Pinakothek, München, Rubenszaal

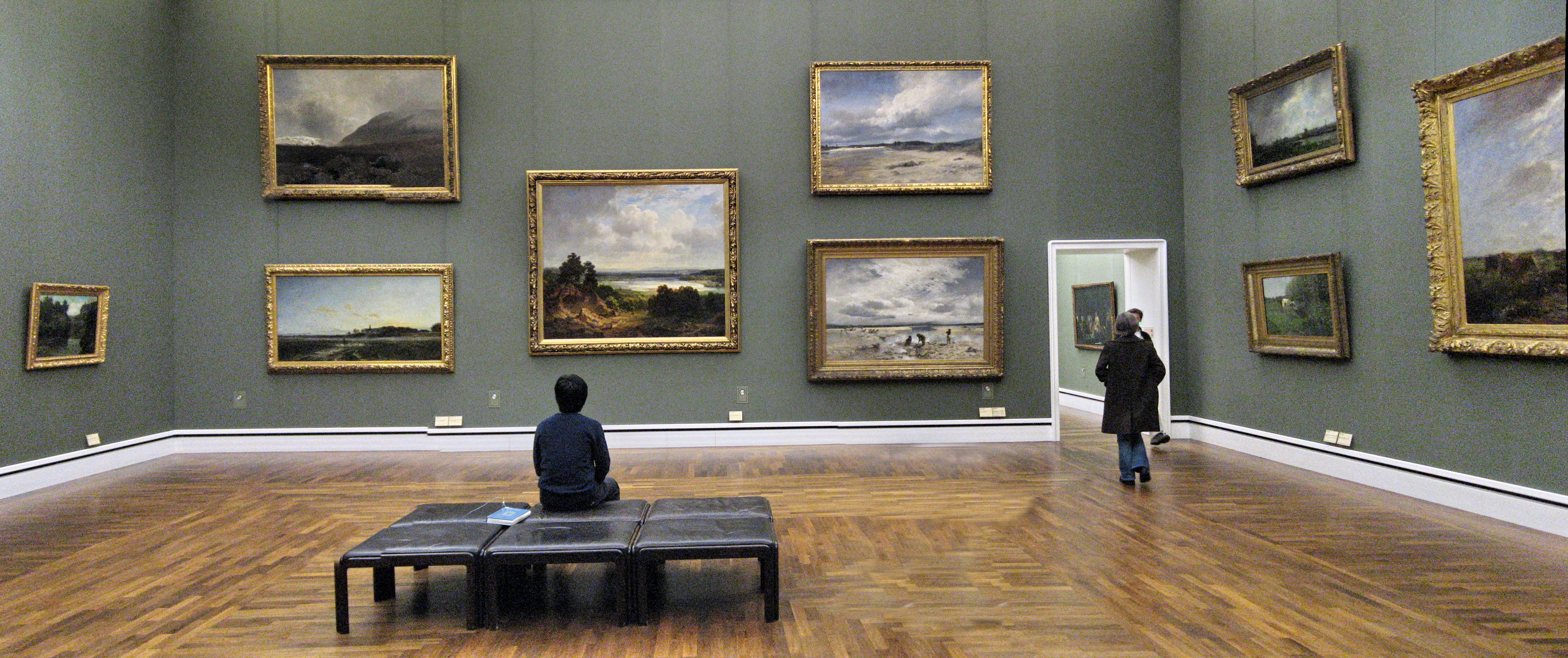
Neue Pinakothek, München

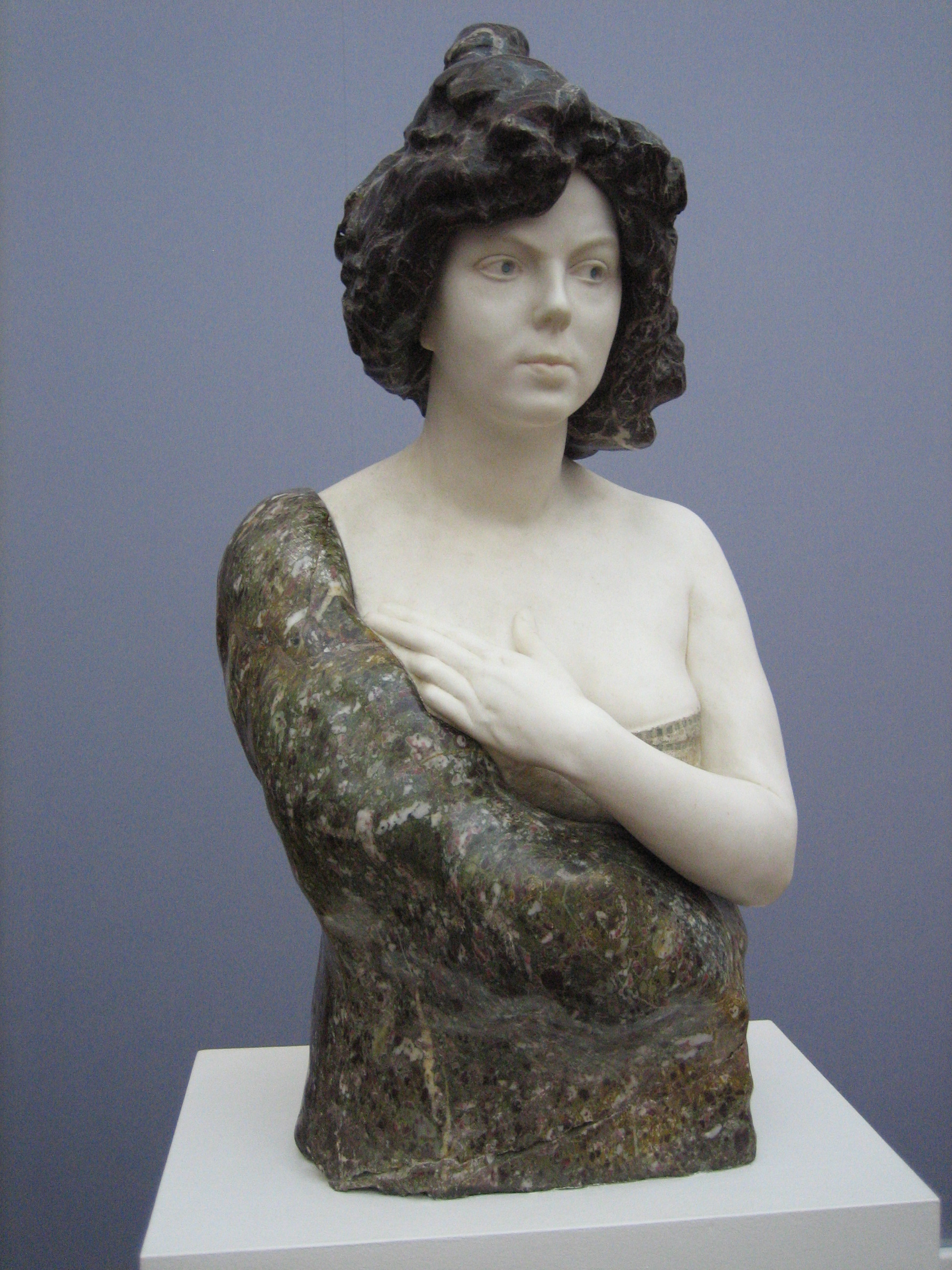
Max Klinger, Elsa Asenijeff

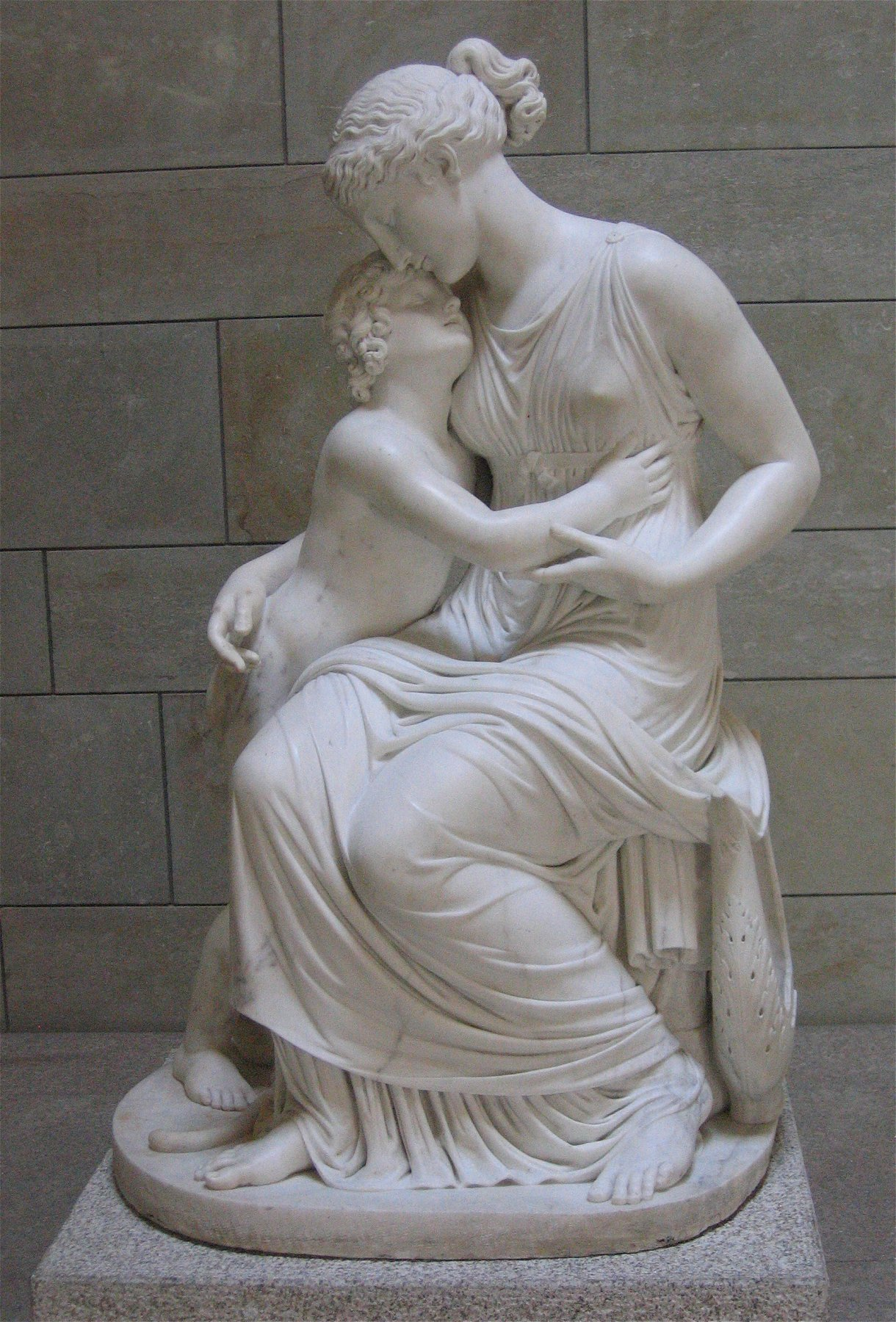
Konrad Eberhard, Amor und die Muse

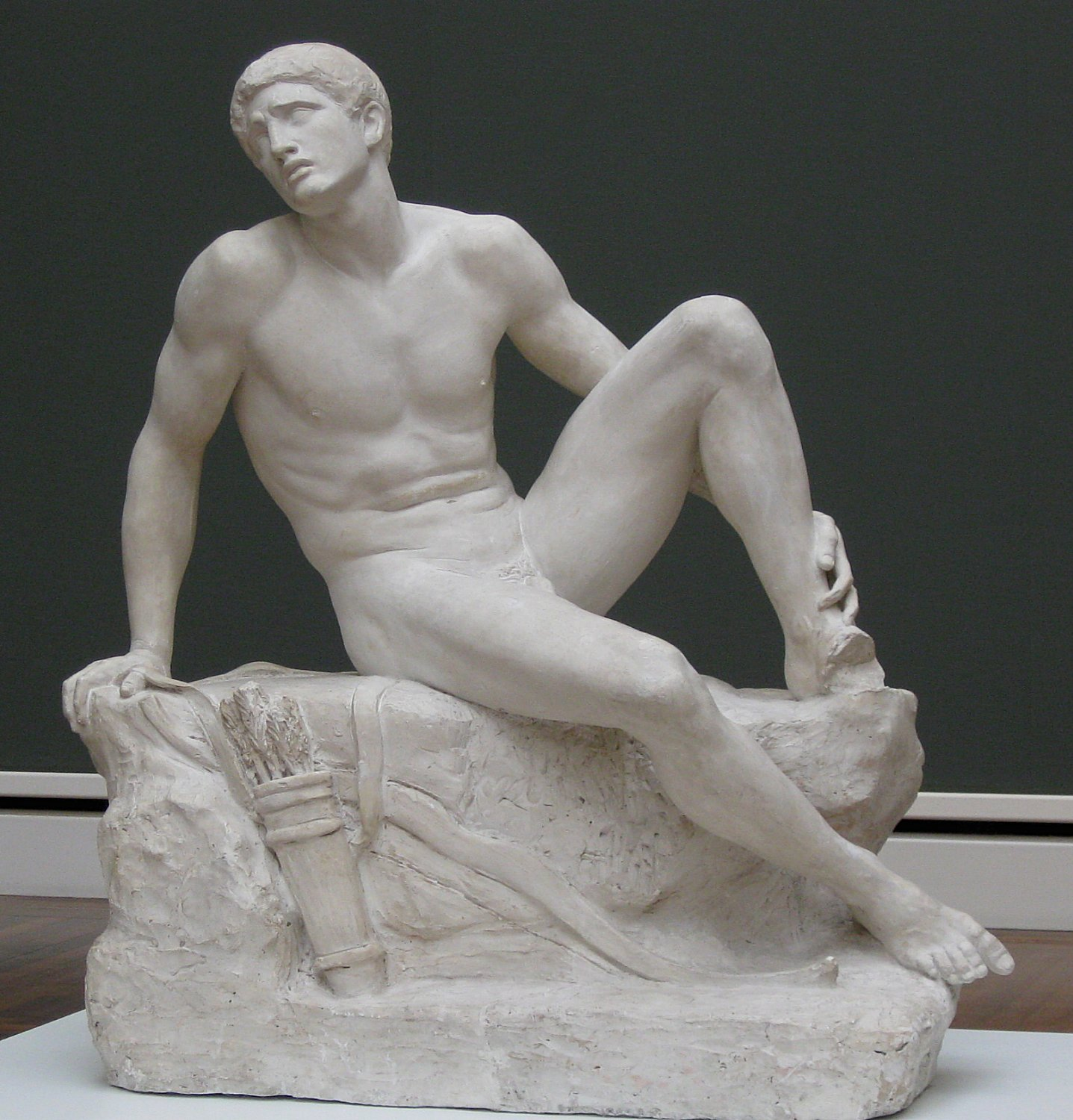
Adolf von Hildebrand, Philoktet

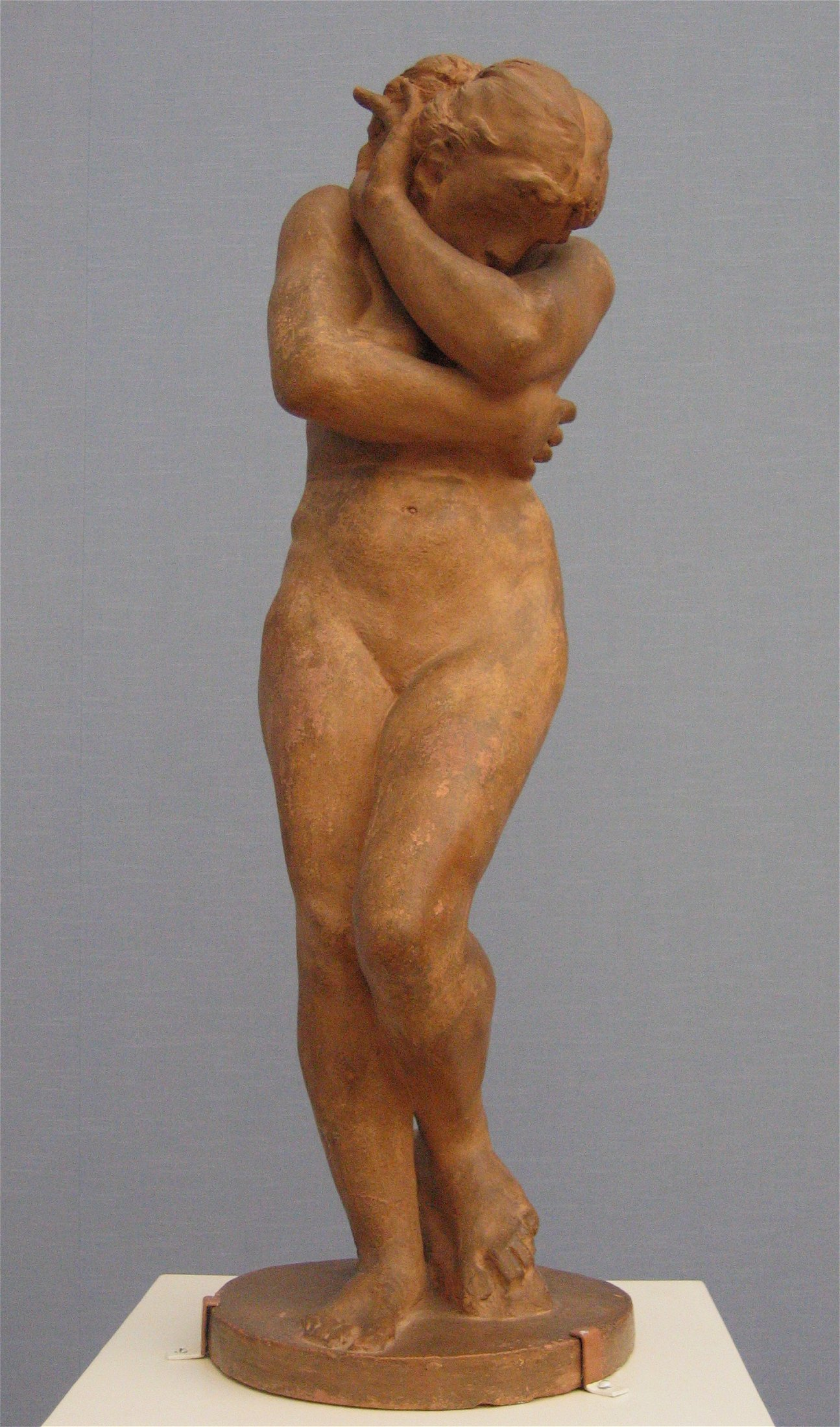
Auguste Rodin, Eva

Een kunstverzameling of kunstcollectie is een (meestal) geordend geheel van beeldende kunst of toegepaste kunst. Een collectie kan zijn aangelegd rondom het werk van één kunstenaar, of rond een specifiek thema, of zijn samengesteld vanuit de eigen voorkeur van de verzamelaar.

## Historische situering
Het bevorderen, verzamelen en tonen van beeldende kunst was gedurende de middeleeuwen, tot aan het einde van het ancien régime, het voorrecht van de clerus en de adel. Vroege vormen van kunstverzamelingen door particulieren vormden de kunstkamers of Wunderkammer. Een andere oude vorm van presenteren is een prentenkabinet of Pinakothek. Vanaf ongeveer 1800 nam de geëmancipeerde burgerij de rol van mecenas over, en richtte daartoe een nieuw type organisatie op: die van het museum. Het museum kreeg als openbaar kunstbezit ook een didactische functie (culturele vorming).
In de 20e eeuw ontstonden naast de vrij toegankelijke musea, die vaak in handen van de overheid waren, nieuwe particuliere kunstcollecties in de juridische vorm van een stichting (Engels: foundation). Kunststichtingen werden financieel opgetuigd door grootindustriëlen als Friedrich Flick en Solomon Guggenheim. Zo steunden ze de kunstenaars en hadden ze een veilige belegging voor hun particulier vermogen. Banken verkopen kunstwerken uit eerder aangekochte kunst om met de opbrengst ervan als sponsor op te kunnen treden. Zo liet de Duitse Commerzbank begin 2010 de plastiek L'Homme qui marche van Alberto Giacometti veilen met een opbrengst van 74 miljoen euro, die werd besteed aan de ondersteuning van verschillende culturele initiatieven en musea.
De Amerikaanse financier-bankier John Pierpont Morgan had begin 20e eeuw een uitgebreide kunstcollectie, waarvan hij een deel aan bestaande musea schonk. De kunstverzameling John Pierpont Morgan kwam op een dergelijke wijze in openbaar bezit. De Frick Collection van Henry Clay Frick is even indrukwekkend. Een van de bindende voorwaarden bij het schenken van een complete collectie komt meestal neer op het onverdeeld behoud van het geschonken bezit door de nieuwe eigenaar, eventueel verbonden aan de eis het werk openbaar toegankelijk te houden of minstens een deel ervan in een permanente tentoonstelling te laten zien. Een andere voorwaarde kan zijn dat er een goede inventarisatie en documentatie wordt gemaakt en een publicatie in de vorm van een catalogus of een boek.
Vermogende Belgische particulieren en kunstminnaars zoals Geert Verbeke met de Verbeke Foundation, Roger Matthys, Lieven de Clerck, Anton Herbert, Mark Vanmoerkerke, Walter Vanhaerents met de VanhaerentsArtCollection, Filiep Libeert, Stephane Janssen, Wilfried Cooreman, Johan Delcour en Monia Warnez legden mettertijd belangwekkende collecties aan op basis van eigen voorkeuren.
Door aankopen van werk door collectioneurs wordt de prijsvorming van de kunstwerken beïnvloed en kan de carrière van een kunstenaar vorm krijgen. In 2005 bedacht Jan De Cock bijvoorbeeld het kunstwerk Denkmal 53, een uitgebreide houtsculptuur, die voor Tate Modern in Londen werd gerealiseerd met steun van de Vlaamse kunstverzamelaar Filiep Libeert. De gemaakte installatiekosten bedroegen 700.000 euro.
Naambekendheid van de collectioneur of de firma vormt een bijkomend effect van deze vorm van mecenaat of sponsoring. Vele particulieren maken af en toe hun collectie bekend en toegankelijk voor het grote publiek via tijdelijke tentoonstellingen.

## Aard van de verzameling
Een kunstcollectie kan thuis bewaard worden, in een depot staan of ondergebracht zijn bij een museum. Het opbouwen van een kunstcollectie kan gedaan worden uit zuivere passie voor de kunst maar er kunnen ook andere overwegingen meespelen, zoals vergroten van status, blijk geven van goede smaak, geldbelegging, kunsthandel en/of kunsthistorische documentatie.

Een kunstverzameling kan gaan over het oeuvre van één enkele kunstenaar of een groep kunstenaars of over een bepaalde stijlperiode. Zij kan geografisch geduid zijn of kan rond één bepaald thema of een leidende gedachte uitgebouwd zijn. Zo kan een kunstverzameling bestaan uit kunstwerken van hedendaagse kunst, oude kunst, of bijvoorbeeld ook historische kleding, zilveren gebruiksvoorwerpen, mode- en designproducten tot zelfs kunstzinnig gemaakte kerststallen toe. Vaak worden privécollecties opgebouwd op grond van zeer subjectieve voorkeuren. Bedrijfscollecties worden vaak opgebouwd op grond van de te verwachten waardevastheid en /of kans op waardestijgingen.

## Juridische basis
Een kunstverzameling kan in bezit zijn van een min of meer vermogende particulier, echtpaar of familie, van de kunstenaar zelf, of van een speciaal daartoe opgerichte stichting (ook genoemd: foundation of fondation).

Regelmatig wordt een kunstverzameling bij leven door middel van een wilsbeschikking door de collectioneur ondergebracht in een stichting met rechtspersoonlijkheid. Deze stichting kan het beheer voeren en de verzameling toegankelijk maken in een museale ruimte. Door een dergelijke constructie kan de verzamelaar controleverlies en eventuele versnippering van de collectie door vererving aan meerdere erfgenamen proberen te vermijden. Men kan onderscheid maken tussen een privéstichting en een stichting van openbaar nut. Door het oprichten van een stichting, die zijn of haar naam draagt, kan de verzamelaar-maecenas trachten voor immer zijn of haar naam aan een collectie te verbinden.

Nederlandse stichtingen zoals die van ABN Amro en KPMG bezitten bovendien een ANBI-status of een Algemeen Nut Beogende Instelling. In dit geval geniet de stichting ook fiscale voordelen. Een gift aan de stichting is voor het bedrijf aftrekbaar van de eigen winst. De stichting dient ook geen schenkbelasting te betalen. Deze bijzondere status houdt wel in dat de collectie voor het publiek toegankelijk gemaakt moet worden via een museale ontsluiting. 

Kunstenaars of particulieren kunnen hun collectie ook als legaat schenken aan de overheid om dit onder te brengen in een daartoe bestemd gebouw. De Vlaamse kunstenaar Roger Raveel schonk een groot deel van zijn werk aan een stichting, die een permanent museum voor zijn werken bouwde in Raveels geboortedorp Machelen-aan-de-Leie. Een ander bekend voorbeeld is de chocoladefabrikant Peter Ludwig uit Aken, die een deel van zijn omvangrijke collectie popart schonk aan de stad Keulen, die daarvoor het Museum Ludwig liet bouwen.
Fiscaal gezien kan een legaat een aantrekkelijke optie vormen. In dit verband kan als voorbeeld genoemd worden de collectie precolumbiaanse kunst van Paul Janssen en zijn vrouw, barones Dora Janssen-Arts (de collectie Janssen), die vanaf 2011 terechtkwam in het nieuwe Museum aan de Stroom ('MAS') te Antwerpen. Ook kan verwezen worden naar de afhandeling in 1958 door Dirk Hannema van de kunstverzameling van Beuningen waarbij de erven van Daniël George van Beuningen via een inbetalinggeving (betaling van erfenisrechten aan de hand van kunstwerken uit de successie) van de gehele collectie de successiekosten regelden. Zo werd de naam 'van Beuningen' toegevoegd aan het bestaande museum Boijmans te Rotterdam en verkreeg het de huidige naam Boijmans Van Beuningen.
Zo schonk de Luikse architect Charles Vandenhove zijn kunstcollectie (tweede helft 20e eeuw) samen met zijn uitgebreid archief van foto's in bruikleen aan het Bonnefantenmuseum te Maastricht. Vandenhove schonk eind 2012 zijn waardevolle collectie, inmiddels ondergebracht in de Stichting Charles Vandenhove met kunst van de tweede helft van de 20e eeuw aan de UGent en bracht deze onder in een nieuwe behuizing te Gent in de schaduw van de Boekentoren.
In 2006 regelde het Brussels Gewest de erfenisrechten van de Brusselse galeriehouder Fernand Gillion, ter waarde van 28,3 miljoen euro via een betaling in natura. Daardoor werd dit gewest eigenaar van een waardevolle privé-kunstverzameling met vooral art-nouveaumeubelen van Victor Horta, edelsmeedkunst van Philippe Wolfers, glas van Émile Gallé, bronzen van Alfons Mucha en enkele werken van Fernand Khnopff en René Magritte, de zogenoemde Collectie Gillion-Crowet. De collectie was opgeslagen in ruim honderd kisten en bevond zich vanaf 1996 in Zwitserse kluizen waarna zij over ging naar de Brusselse Museum voor Schone Kunsten. De werken vormen nu een belangrijk onderdeel van het Fin-de-Siècle Museum aldaar.
Chris Dercon, voormalig directeur van het Münchense Haus der Kunst pleitte in het kunsttijdschrift H ART van april 2008 voor een constructieve samenwerking tussen openbare musea en privéverzamelaars. De privéverzamelaar zou het openbare museum moeten vertrouwen als cultuurvoortbrenger. Anderzijds behoort het museum de privébruikleengever te respecteren als mecenas en ondersteuner van de cultuur van het openbaar museum. Immers vele musea zijn in de loop der tijd van kunst voorzien door legaten, schenkingen en inbetalinggevingen (betaling in natura) van gerenommeerde privécollecties. Een precair vraagstuk is dat musea soms de kosten moeten dragen voor opslag, conservering, restauratie, verzekering en transport van kunstwerken - die soms ook nog eens tentoongesteld moeten worden volgens de stikte regels van de private bruikleengever - zonder dat er bindende afspraken bestaan over wanneer of waarom en hoe die kunstwerken het museum weer zullen moeten verlaten doordat de eigenaar zijn plannen verandert.

## Digitale collecties
Er zijn wereldwijd diverse collecties gedigitaliseerd, die soms ook via virtual reality bezichtigd kunnen worden. Kunstliefhebbers kunnen op deze manier kunstcollecties ontdekken en duizenden kunstwerken en -voorwerpen vaak tot in detail bekijken. Ook het museumgebouw of de galerie-expositieruimte kan men ontdekken, soms zijn deze echter geheel fictief.
Er zijn verscheidene platforms zoals interactief, 360 graden-video en volledige “rondwandeling” tours met voice-overmogelijkheid tot slide-shows en foto's waar men kan inzoomen op de kunstwerken. Hierbij komt de kijker vaak dichter bij het kunstwerk dan in werkelijkheid mogelijk is.
In Nederland heeft onder meer het Rijksmuseum Amsterdam een virtuele tour. De kunstcollectie van onder andere het Groninger Museum heeft naast de online collectie een Virtual Reality Museum Collectie. Ook de kunstcollectie van George Kremer en Ilone Kremer (Collectie Kremer) heeft een Virtual Reality Museum Collectie, waarvoor betaald moet worden.

## Kunstverzamelingen

### Amerikaanse collecties
- Louise and Walter Arensberg Collection
- Barnes Foundation, Philadelphia
- The Bernard and Mary Berenson Collection, Firenze
- Broad Art Foundation van Eli Broad te Los Angeles
- Chinati Foundation, Texas
- Clement C. Moore Collection, New York
- Collection Helen & Charles Schwab, San Francisco
- Collection Louis and Evelyn Franck
- Collection Stéphane Janssen, Arizona
- Cunningham Dance Foundation
- The Doris and Donald Fisher Collection, San Francisco
- Flechtheim Collection
- Forbes Collection, New York
- Francis Bacon Foundation
- Frick Collection
- Gordon Matta-Clark Foundation
- Howard Greenberg Collection, (fotoverzameling), New York
- Huntington Art Collections
- Isabella Stewart Gardner Museum, privécollectie Boston
- Kunstverzameling John Pierpont Morgan
- Lehman Brothers Collection, New York
- Leiden Collection van Thomas S. Kaplan
- Levi Strauss Collection
- Louis E. Stern Collection, Philadelphia
- Menil Collection, Houston, Texas
- Neuberger Collection in het Neuberger Museum of Art, New York
- Phillips Collection, Washington D.C.
- Pinnell Collection, Dallas
- Playboy Collection, New York
- Rachofsky Collection, Dallas
- Samuel H. Kress Collection, Washington D.C.
- Stein Collection
- Van Vechten Collection, Washington D.C.
- Artur Walther Collection, Neu-Ulm en New York

### Angelsaksische collecties
- Burrell Collection
- Collection Allan Jones, Londen
- Desmond Morris Collection, Oxford
- Kelmscott Manor Collection
- Saatchi Gallery
- Sherwin Collection, Leeds

### Belgische collecties
- Belfius Collectie, vroeger bekend als Dexia Collectie
- Belgacom Art Collection
- Callewaert Vanlangendonck Collection, Antwerpen
- Cera-collectie
- Collectie Anton Herbert
- Collectie Bank Delen
- Collectie BNP Paribas Fortis
- Collectie Christian Dumolin
- Collectie Cooreman
- Collectie De Bode
- Collectie De Coninck
- Collectie de Grez
- Collectie Defauwes
- Collectie Eddy De Jaeck
- Collectie Gillion-Crowet
- Collectie Idès Cammaert
- Collectie Jos Knaepen
- Collectie Janssen
- Collectie Karel en Martine Hooft, Sint-Martens-Latem
- Collectie Lucien Bilinelli, Brussel
- Collectie Madame Georges de Vestel
- Collectie Mark Vanmoerkerke
- Collectie Matthys-Coll
- Collectie Modemuseum Hasselt
- Collectie Philippe Leeman
- Collectie Provincie Limburg in het Provinciehuis te Hasselt
- Collectie Renders
- Collectie Xavier Tricot
- Collectie Van Cutsem
- Collectie Sofie van de Velde, Antwerpen
- Collectie Van Laethem
- Collectie Vlaanderen
- Collectie Vrielynck
- Collectie Wabbes
- Collectie Claude D'Allemagne in het Museum van Edelsmeedkunst te Seneffe, Henegouwen
- Collection Berard Mercelis, Brussel
- Collection Daled, Brussel
- Collection Etienne et Martine d'Argembeau, Brussel
- Collection Philippe Decelle, Brussel
- Collection Fétis
- Collection Sylvio Perlstein, Antwerpen
- Fondation Pierre Bourgeois
- Fondation pour l'Architecture
- Jef Rademakers Collectie, Brasschaat
- John Steinmetz Prentenkabinet van John Steinmetz, Brugge
- JoMo Art Collection
- KBC Kunstverzameling
- Kunstcollectie van het Europees Parlement, Brussel
- Kunstverzameling Frank J.M.A Castelyns, Antwerpen
- Kunstverzameling van de Federatie Wallonië-Brussel
- Kunstverzameling Alla en Bénédict Goldschmidt
- Kunstverzameling David en Alice van Buuren
- Kunstverzameling Fritz Mayer van den Bergh
- Kunstverzameling Hugo Voeten, Herentals
- Kunstverzameling Katoen Natie
- Kunstverzameling Nationale Loterij van België
- Kunstverzameling SD Worx, Mechelen
- Magritte Stichting of Fondation Magritte
- Modern Chinese Art Foundation
- Private Arts Support, Genk, (Belgisch-Limburg)
- Proximus Art Collection, Brussel
- Stichting Charles Vandenhove, Gent
- Stichting Paul Delvaux in het Paul Delvaux Museum te Sint-Idesbald
- The Maarten Van Severen Foundation
- Ullens Center for Contemporary Arts
- VanhaerentsArtCollection
- Vanmoerkerke Collection, Oostende
- Caroline en Maurice Verbaet Collection, Antwerpen
- Verbeke Foundation, Kemzeke
- Vervoordt Foundation
- Verzameling Ellen en Jan Nieuwenhuizen Segaar, Antwerpen
- Vlaamse kunstcollectie

### Duitse collecties
- Deutsche Bank Collection of DB Collection
- Ewald Mataré Sammlung
- Fondation Corboud, in het Wallraf-Richartz-Museum, Keulen
- Kunstmuseum Walter
- Kunstverzameling Friedrich-Christian Flick
- Sammlung Garnatz, Karlsruhe
- Langen Foundation
- Linzer Sammlung, virtueel op de site van het Deutsches Historisches Museum, Berlijn
- Neue Sammlung Ströher
- Sammlung Ackermans, Düsseldorf
- Sammlung Block, Nürnberg
- Sammlung Bock, Darmstadt
- Sammlung Brandhorst in Museum Brandhorst, München
- Sammlung Ernst Volland und Heinz Krimmer, Berlijn (fotoverzameling Jevgeni Chaldej)
- Sammlung Falckenberg
- Sammlung Frieder Burda
- Sammlung Hans Peter Feldmann
- Sammlung Fischer, Düsseldorf
- Sammlung Sophie und Emanuel Fohn
- Sammlung Froehlich, Stuttgart
- Sammlung Goetz
- Sammlung Hans Grothe
- Sammlung Haubrich in het Museum Ludwig, Keulen
- Sammlung Hermann Göring, Berlijn
- Sammlung Jäger (verzameling vervalsingen)
- Sammlung Lauffs
- Sammlung Liebelt, Hamburg
- Sammlung Ludwig, Keulen
- Sammlung Marzona
- Sammlung Gunter Sachs
- Sammlung Hans Sachs, posterverzameling
- Sammlung Lothar Schirmer
- Sammlung Elisabeth und Gerhard Sohst, Hamburg
- Sammlung Michael Trier, Keulen
- Sammlung Speck, Leipzig
- Sammlung Stoffel
- Sammlung Van der Grinten
- Sammlung Winkler, in het Museum für Angewandte Kunst, Keulen
- Sammlung Würth
- Schackgalerie
- Städelsches Kunstinstitut und Städtische Galerie
- Stiftung Günther und Carola Peill, Keulen

### Franse collecties
- Collection A.M. Cornu, Parijs
- Collection Arnault, Parijs
- Collection Claude Lalanne
- Collection Jean et Jacqeline Le Gac, Parijs
- Collection Lambert, Avignon
- Collection Larock-Granoff, Parijs
- Collection Lucile Audouy
- Collection Moreau-Néhaton
- Collection Sylvio Perlstein, Parijs
- Collection Picasso, Parijs, in het Musée Picasso
- Collection Olivier Senn, Le Havre
- Fondation Chanel
- Fondation Corboud
- Fondation d'art contemporain Daniel et Florence Guerlain
- Fondation Louis Vuitton, Parijs
- Fondation Pinault
- Fondation d'Entreprise Ricard
- Fondation Sacindec
- Musée Bourdelle, Parijs
- Cligman collectie

### Italiaanse collecties
- Collectie Calisto Tanzi, Parma
- Collectie Odescalchi
- Collectie Vittorio Cini
- Collezione Maramotti, Reggio Emilia (van het modebedrijf Max Mara)
- Fondazione Hangar Bicocca, Milaan (van Pirelli)
- Fondazione Nicola Trussardi, Milaan van het luxemerk Nicola Trussardi
- Galleria Pallavicini
- Prada Collection, Milaan, beheerd door de Fondazione Prada
- Peggy Guggenheim Collection in Venetië
- Raccolte Frugone, Genua

### Nederlandse collecties
- Altena Boswinkel[1] Collectie in 1999 1100 stukken geschonken aan Stedelijk Museum Schiedam
- BATartventure Collection
- Bert Kreuk Collectie[2]
- Bouwfonds Kunstcollectie
- Caldic Collectie van Joop van Caldenborgh in Museum Voorlinden, Wassenaar
- Collectie P. en N. de Boer, Amsterdam
- Collectie Andries Bonger
- Collectie Dirk Scheringa[3] en Baukje Scheringa-De Vries ondergebracht in het Scheringa Museum voor Realisme 1997-2009
- Collectie F.W. Mengelberg
- Collectie Jo en Marlies Eyck[4] in Hedge House (Kasteel Wijlre) Estate te Wijlre
- Collectie Kremer
- Collectie Lanz
- Collectie Willem baron van Dedem
- Collectie Jaap Mulders
- Collectie Jo van Regteren Altena en Marie van Regteren Altena
- Collectie Martijn en Jeannette Sanders[5]
- Fondation Custodia omvattende de Frits Lugt tekeningencollectie in Parijs
- Kunstcollectie N.V. Nederlandse Gasunie
- Grafiekcollectie Tijmen Knecht[6] en Helen Knecht-Drenth[7]
- H+F Collection van Han Nefkens
- ING Kunstcollectie
- Kunstcollectie Schiphol
- Kunstverzameling Abraham Bredius in het Museum Bredius, Den Haag
- Kunstverzameling Daniël George van Beuningen
- Kunstverzameling Jacques Goudstikker
- Kunstverzameling Reijtenbagh
- Kunstverzameling Wuyt
- Peter Stuyvesant Collectie
- Rabobank Kunstcollectie
- Singer Collectie
- Stichting ABN AMRO Kunstverzameling
- Stichting Challenges
- Stichting Dutch Art Works, in buitenlandse musea
- Stichting Louis Raemaekers, Roermond
- Stichting Willem van der Vorm
- Triton Collectie
- Van Abbe Collectie

### Russische collecties
- Collectie Roman Abramovich, Rusland
- Logvinenko Collection, Rusland
- Morozov Collection, in het Poesjkin Museum, Moskou, Rusland
- Sjtsjoekin Collection, in de Hermitage, Sint-Petersburg, Rusland
- Tretjakovgalerij, Rusland

### Zwitserse collecties
- Collection Barbier-Mueller, Genève
- Collection Beyeler, Bazel
- Collection Thomas Koerfer, Zürich
- Fondation Le Corbusier, Zwitserland
- Fondation Pierre Gianadda, Martigny, Zwitserland
- Kunstverzameling Nahmad, Zwitserland
- Patek Philippe Collection, Genève
- Ringier Collection, Zürich,
- Sammlung E. G. Bührle, Zwitserland
- Sammlung Annette und Peter Nobel, Zürich
- Sammlung Katharina Steffen, Zürich
- Zentrum Paul Klee, Bern

### Collecties in overige landen
- Calouste Gulbenkian Foundation, Portugal
- Collection Lena & Per Josefsson, Stockholm, Zweden
- Collection Pontus Bonnier, Stockholm, Zweden
- David Walsh Collection, te Hobart op Tasmanië, Australië
- Fundació Joan Miró, Spanje
- Generali Foundation, Wenen, Oostenrijk
- Lars Ulrich Collectie, Denemarken
- Özil Collection, Besiktas te Istanbul, Turkije
- Princes Czartoryski Foundation, Krakau, Polen
- Sammlung Hummel, Wenen, Oostenrijk
- Stenersen Collection, Noorwegen
- Vera and Arturo Schwartz Collection of Dada and Surrealist Art, Israël Museum, Jeruzalem